# Championnat d'Irlande de football 1894-1895
Navigation
Édition précédente Édition suivante
Le cinquième championnat d'Irlande de football se déroule en 1894-1895. Le championnat est en crise : il ne regroupe plus que 4 clubs irlandais. Ligoniel et Ulster ne se représentent pas au début du championnat.
Linfield FC remporte pour la quatrième fois le championnat. 

## Les 4 clubs participants
- Cliftonville FC
- Distillery FC
- Glentoran FC
- Linfield FC

## Classement
| Rang | Équipe          | Pts | J | G | N | P | Bp | Bc | Diff |
| ---- | --------------- | --- | - | - | - | - | -- | -- | ---- |
| 1    | Linfield FC     | 10  | 6 | 4 | 2 | 0 | 18 | 6  | +12  |
| 2    | Distillery FC   | 7   | 6 | 3 | 1 | 2 | 13 | 13 | 0    |
| 3    | Glentoran FC    | 4   | 6 | 1 | 2 | 3 | 9  | 14 | -5   |
| 4    | Cliftonville FC | 3   | 6 | 1 | 1 | 4 | 10 | 17 | -7   |

|  | Champion d'Irlande |
|  | Relégation         |

## Bilan de la saison
| Tableau d'Honneur                 |             |
| Compétition                       | Vainqueur   |
| Championnat d'Irlande de football | Linfield FC |
| Coupe d'Irlande de football       | Linfield FC |

| Promotions et relégations |       |
| Relégués                  | Aucun |
| Promus                    | Aucun |